# Regina Llopis Rivas
Regina Llopis Rivas (Cumaná, Venezuela, 1950) es una especialista en inteligencia artificial en los campos de la energía, la sanidad y las finanzas, presidenta del Grupo AIA, profesora en varias universidades y dueña de la patente HELM/FLOW.

## Biografía
Llopis nació en Cumaná, Venezuela, es doctora en Matemáticas Aplicadas a la Inteligencia Artificial por la Universidad de California en Berkeley y Licenciada en Matemáticas con altos honores por la Universidad de Maryland.
Contó con el apoyo y las enseñanza de su padre para que, tanto ella como sus cuatro hermanas, fueran mujeres alejadas de la idea de ser menos que cualquier hombre, y las animaba diciéndoles "No os pongáis límites, todo es posible". Así, además de Regina, todas ellas son mujeres relevantes en sus respectivos campos: Ana María es presidenta de la cadena de supermercados DIA y empresaria fundadora de Ideas4All, Jimena es partner director de Musarión, Elvira es cofundadora de la empresa textil Rose pour les garçons, y Patricia es una alta directiva de IBM.
Mientras Llopis estudiaba en la Universidad de California en Berkeley, conoció a quien sería su marido el físico Antoni Trias Bonet.

## Trayectoria profesional
Estuvo 10 años en el Departamento de Matemáticas y Ciencias de la Computación en la Universidad de Simón Bolívar de Caracas, ejerciendo de profesora asociada. En 1988 fue fundadora y CEO de Aplicaciones en Informática Avanzada SL.
En la empresa, Music Intelligence Solutions, donde se creó la herramienta Polyphonic HMI de mejora de experiencia para predecir éxitos musicales, que funcionó en los casos de Norah Jones, Anastacia o Maroon 5.
Ha trabajado como profesora en varias universidades, como la Universidad Autónoma de Madrid, la Universidad Católica de Chile, la Universidad de Barcelona, así como en el IESE Business School de Barcelona.
Ha desarrollado herramientas para el sector financiero para detectar prematuramente el blanqueo de dinero en transacciones.
En junio de 2009, dentro de la empresa del grupo AIA, obtuvo la patente de su sistema de y metodología de gestión de las redes de transmisión y distribución eléctricas, Holomorphic Embedding Load-flow Method (HELM), que solucionaba el problema de los apagones eléctricos, reduciendo el tiempo de respuesta antes éstos y consiguiendo el ahorro de costes en la distribución de energía eléctrica. Esta herramienta fue usada en la empresa Pacific Gas & Electric Company y en la Comisión Federal de Electricidad en México.

## Premios
- 1972: Premio especial académico del Departamento de Matemáticas de la Universidad de Maryland, Estados Unidos.[2]
- 1972: Licenciatura con High Honors y Honors en Matemáticas, Universidad de Maryland, Estados Unidos.[2]
- 1980: Concurso de ascenso de Profesor Asistente a Agregado (julio de 1980).[2]
- 1984: Concurso de ascenso de Profesor Agregado a Asociado (junio de 1984).[2]
- 1996: Seleccionada por Marquis “Who’s Who” Thirteenth edition.[2]
- 2004: Premio “Juan Bufí”, noviembre de 2004. Otorgado por la Fundación de Bufí y Planas.[2]
- 2015: IWEC AWARD (IWEC – International Entrepreneurial Challenge Foundation, creada por la Cámara de Comercio de Barcelona, la Cámara de Comercio de Manhatan y la FICCI/FLO (Federation of Indian Chambers of Commerce and Industry Ladies Organization).[7]
- 2017: Premio Ada Byron a la Mujer Tecnóloga, de la Facultad de Ingeniería de Enlaces externos de la Universidad de Deusto.[7]
- 2019: Premio Liderazgo Mujer Empresaria, otorgado por la Federación Española de Mujeres Directivas, Ejecutivas, Profesionales y Empresarias (FEDEPE).[8]